# 이소영 (성우)
이소영(1970년 11월 19일 ~ )은 대한민국의 성우이다. 1996년 EBS 15기 공채 성우로 데뷔하였다. 동기들 중 최연장자.

## 출연작

### EBS 애니메이션
- 4학년 2반 아이들
- 강철수염과 게으른 동네 - 스틴지
- 개구리와 친구들 - 돼지
- 포텐독 - 뿔테, 원석 엄마
- 고 디에고 고 - 디에고, 알리시아
- 고민 있어요 하나 아줌마 - 니콜라스
- 고양이 탐정 허클 - 뿔딱지
- 곤 - 오츠, 키랑, 토우포, 토가, 토두스
- 곰돌이와 비키의 모험 - 곰돌이 엄마
- 곰돌이와 숲 속 친구들
- 구두신고 꼬까꼬까
- 그리스 로마 신화 전설의 수호자들 - 아르테미스
- 기사 제인과 말썽꾸러기 용 - 페퍼
- 깜짝친구 부우! - 쿨쿨 곰
- 깨미랑 부카 채카 - 부카
- 꼬마돼지 프레스톤 - 엄마
- 꼬마돼지 피글리의 모험 - 대넌
- 꼬마숙녀 스트로베리 - 커스터드
- 꼬마유령 사총사 - 강이
- 꼬마음악가 모차르트
- 꼬마천사 지지 - 더미
- 꾸러기 상상여행 - 코니
- 꿈을 찍는 이안 - 할머니
- 내 친구 아서 - 빙키
- 네모네모 스펀지송 - 빵빵부인
- 노디야 놀자 - 몽치, 깐깐이 아줌마
- 느낌표 구조대 - 푸우
- 늘코의 참 큰 세상 - 끼끼
- 니코의 세상 - 헤리타
- 달려라 카카 - 씨씨
- 당근소년 헨리 - 미르
- 도라도라 영어나라 - 부츠, 베니, 디에고
- 두다다쿵 - 까버, 퍼기
- 두키 탐험대 - 오토
- 뚜바뚜바 눈보리 - 로지구리, 양배추보리
- 래피치와 요술장화 - 야나 할머니
- 레카 - 로시아, 우드, 비비치, 안젤리카
- 로보카 폴리 - 샌디, 로즈
- 로빈은 사춘기 - 이본느
- 리틀 프린세스 - 하녀
- 리틀 피플 - 아람이
- 마법의 책과 역사 탐험대 - 새만다
- 막내둥이 또또 - 새초로미
- 말썽꾸러기 띠떼프 - 프랭크
- 매콤한 가족 - 후츄
- 모래요정 바람돌이 - 천재, 엄마
- 모피와 친구들 - 모피
- 못 말리는 쌍둥이 - 토니
- 미스 스파이더와 개구쟁이들 - 위글
- 미운오리 새끼 페오 - 그루뇽
- 밀리는 놀라워 - 물루
- 바오밥섬의 파오파오 - 꾸
- 베르사이유의 장미 - 뒤바리
- 베리 배리 크리스마스 - 릴리
- 별난 가족 힐 - 바비 힐
- 별난 깜찍 수호천사 - 비키
- 부릉! 부릉! 브루미즈 - 페라
- 블랑쉬와 숲 속 친구들
- 알쏭달쏭 호기심 마을 - 조조
- 빛의 전사 레나 - 하나코
- 빨간 트랙터 통통 - 팸
- 사랑해 클리포드 - 엄마
- 생쥐의 세계여행 - 아가사
- 세계명작동화 - '아나스타샤'편 타티아나 / '보물섬'편 호킨스 부인 / '포카혼타스'편 하녀 / '꼬마 토끼 레지의 숲 속 탐험'편 / '구두장이 한스와 요정 친구들'편 일제, 요정 스무트 / '노아의 방주'편 / '헤라클레스'편 모이라, 아리아나의 어머니 / '수링의 전설'편 공주 / '엄지공주'편 여왕벌, 피오나 / '걸리버 여행기'편 마리나라 공주 / '왕자와 거지'편 접시부인, 낸시 / '타잔'편 칼라, 에스메랄다
- 소피는 말썽꾸러기 - 루시
- 수학탐험대 - 수다델라, 리사
- 슈퍼와이 - 모모타로
- 스타게이트 - 드라가, 메이슨, 하콰라
- 신기한 스쿨버스 - 자넷
- 신나는 고양이 식당 - 남작 부인
- 심슨 가족 - 크라바플 선생님, 커니
- 아기공룡 버디 - 엄마
- 아기호랑이 호비 - 소녀 늑대
- 아바타: 아앙의 전설 - 타일리
- 악동클럽 - 샘 엄마, 셜리, 앤디
- 아빠비버의 옛날 이야기
- 아이들이 사는 성 - '나'편 해설 / '네 잘못이 아니야'편 엄마
- 안녕! 루퍼트 - 핑퐁
- 안젤리나 발레리나 - 그레이시
- 야! 러그래츠 - 필
  - 컸다, 러그래츠 - 필
- 야채극장 베지테일 - 징징부인 / 로라 / 레니
- 야호 응가네 - 부중, 현빈
- 얀손 아저씨의 행복한 오두막집 - 꼬꼬
- 얼룩송아지 코니
- 엄마 찾아 삼만리 - 콘체타, 에밀리오, 카타리나
- 엔진박사 엔지벤지 - 또또 누나
- 올란도 영웅전 - 시녀
- 와글와글 친구들 - 수다양, 오싹양, 햇살양
- 왁자지껄 오리마을 - 키위
- 요술공주 세리 - 봉순
- 요절복통 탈리스의 모험 - 귀니
- 우리는 곰돌이 가족 - 달곰이
- 우리는 긴급구조대 - 엘피
- 우리는 쌍둥이 - 할머니
- 우바우바 마수필라미 - 레오
- 워드 월드 - 독
- 워터십 다운의 토끼들 - 블랙베리, 아토, 고양이, 카타리나, 바크, 고슴도치 요나, 꼬마양 프로스트, 다람쥐 타슬
- 유령성의 오싹오싹 이야기 - 루이스
- 유쾌한 곰돌이 패딩턴 - 메리 브라운
- 이너레인저 - 초이, 케니
- 이상한 나라의 지니
- 잠의 요정 나일러스 - 불
- 정글 북
- 미니특공대 - 루시, 루이
- 출동! 소방관 샘 - 노먼 엄마
- 출동! 슈퍼윙스 (EBS) - 샛별, 데마, 야리, 소피아, 시후, 루이자, 지오
- 칙칙폭폭 처깅턴 - 루비, 모모, 뚜뚜
- 캣피시 블루스 - 엄마
- 코알라 탐정 아치볼드 - 가제트
- 크로스 게임 - 오은수
- 키리쿠와 마녀 - 엄마
- 투모야 친구들 - 마리나
- 트랜스포머 프라임 - 미나, 에라크니드, 준 달비
- 트위니스 - 이야기 아줌마
- 팅가팅가 이야기 - 하마
- 피터 래빗
- 피터 팬
- 행복배달부 팻 아저씨 - 도로시, 찰리
- 호야네 집 - 두비

### 그 외 애니메이션
- 가이킹 (재능TV) - 로사, 베스타
- 갓슈벨 (챔프) - 마르스
- 내 친구 해치 (SBS) - 병팔, 할머니, 매니저
- 데스노트 (챔프) - 라이토 엄마 (야가미 사치코)
- 드래곤볼 Z (SBS) - 런치, 헤라꼴리
- 레고 프렌즈 (재능TV) - 소피
- 명탐정 코난 1996 방영분 (1기) (애니맥스) - 홍영주
- 명탐정 코난 2015 방영분 (14기) (투니버스) - 이화정
- 바텐더 (애니박스) - 사요
- 베리 VS 프라이미벌 - 토모에, 아리스, 오토히메
- 블랙잭 OVA (애니박스) - 마치코
- 슈팅 바쿠간 (재능TV) - 아리스, 피닉스
- 슈팅 바쿠간 BG (투니버스) - 파비야, 카자리나
- 완다가 간다 - 실비아
- 원피스 9기 (투니버스) - 엄마
- 원피스 홀케이크 아일랜드 편 (애니원),(애니박스) - 샬롯 브륄레
- 오오카미씨와 7명 동료들 - 오토히메
- 천방지축 로드니 (카툰네트워크) - 앤디
- 철완탐정 로보타크 (재능TV) - 승우, 강유리
- 치로와 친구들 (EBS) - 치코
- 코토우라양 (애니박스) - 도희
- 퀸즈블레이드 OVA - 토모에
- 키마의 전설 (카툰네트워크) - 크런켓
- 키바 (애니원) - 사라
- 파워레인저 매직포스 (재능TV) - 만도라, 루나젤, 유카, 고곤
- 파워레인저 캡틴포스 (챔프) - 유카
- 폭풍우 치는 밤에 Secret Friends (애니맥스) - 메이
- 후로티 로봇 (재능TV) - 매실 교장
- F-zero 팔콘전설 (애니원) - 루시 리버티
- GO! 디에고 GO! (니켈로디언) - 알리시아
- 매직어드벤처 (KBS) - 파우나 왕비
- 캐치! 티니핑 시리즈 - 아휴핑, 몰래핑
- 테테루 - 봉구,지바트
- 퓨어엔젤 미라클 매직 (투니버스) - 방해할망

### 극장판
- 파워레인저 매직포스 극장판 (2007) - 유카, 만도라, 루나젤(린)
- 포켓몬스터 DP 환영의 패왕 조로아크 (2010) - 화순
- 벼랑위의 포뇨 (2008) - 가요, 부인, 나오미, 카렌
- 작은영웅 데스페로 (2008) - 미그
- 바니 버디 (2011) - 오헤어 여사
- 천재 강아지 미스터 피바디 (2014) - 그루니온
- 앵그리버드 더 무비 (2016) - 마틸다
- 앵그리 버드 2: 독수리 왕국의 침공 (2019) - 마틸다

### 게임
- 월드 오브 워크래프트 (2009~) - 데스위스퍼, 가로나, 서큐버스
- 스타크래프트 II 시리즈
  - 스타크래프트 II: 자유의 날개 - 의료선
  - 스타크래프트 II: 군단의 심장 - 의료선, 나크툴(Naktul), 슬리반(Slivan)
- 사이킥 포스 2012 - 에밀리오 미하일로프
- 로스트 오딧세이 (2007) - 세스 발모어
- 반지의 제왕 online (2009) - 갈라드리엘
- 에이지 오브 코난 (2010) - 발레리아, 키에라
- 헤일로 ODST (2009) - 베로니카 데일
- 에이지 오브 엠파이어 3 (2005) - 엘리자벳 램지
- 007 제임스 본드: 퀀텀 오브 솔러스 (2008) - 베스퍼 등
- 리니지 2 (2011) / 블레이드 앤 소울 (2011)
- 디아블로3 / 여자 야만용사!!! 사랑해여!!(2012.5)
- 리그오브레전드 / 쉬바나, 엘리스, 케일(에테르 날개 케일 포함)
- 도타2 - 미라나
- 림버스 컴퍼니 - 에이해브

### 방송
- 환상의 짝꿍(MBC) (2009~2010)
- 생방송 톡톡 보니하니 <도전! 액션스쿨> (EBS) (2010~2011)
- 사랑의 공부방 네발자전거 (EBS) (2006~2008)
- EBS 장학퀴즈
- 질병과 치료 (방송대학TV)
- 지식채널 e
- TV 탐구 왜?
- 사이언스 쇼
- 난 할 수 있어요
- 사랑의 가족(KBS)
- 바나나를 탄 끼끼  (EBS) - 꼴깍이, 퐁이, 애벌레

### 영화
- 꼬마돼지 베이브 (EBS) - 플라이 (미리암 마고리스)
- 네이키드 웨폰 (SBS) - 샬린 어머니 (정패패)
- 늑대소녀 살라 (EBS) - 커티스 (미아 누틸라)
- 동물 구조대 사바나 원정기 (EBS) - 게비 (사빈느 코닝)
- 링 (SBS) - 케이티 (앰버 탬블린)
- 마디타와 리사벳 (EBS)
- 마법의 나무 (EBS)
- 말괄량이 삐삐 (EBS)
- 말썽꾸러기 로타 (EBS) - 미아 (린 글로페스타드)
- 비올라 키스 에브리바디 (SBS) - 아만다 (다니엘라 포기)
- 빨간 머리 앤(영어판) (EBS) - 레이첼
- 시끌벅적 마을의 아이들 - 여름 그리고 가을 (EBS) - 브리따 (엘렌 데메르스)
- 이브는 대단해 (EBS) - 엘렌 (질리언 파게이)
- 칼라의 소망 (EBS) - 칼라 엄마
- 헬렌 켈러의 위대한 스승, 애니 설리번 (EBS)
- 못말리는 로타 (EBS) - 미아 (린 글로페스타드)
- 카차의 모험 (EBS) - 캐스퍼 (악셀 레스)
- 엘로이즈 크리스마스 대소동 (EBS) - 쏜튼 부인 (코린 콘리)
- 브리트니의 일상탈출 (EBS) - 브리트니 엄마 / 올리비아 (제니 가랜드)
- 고래의 노래 (EBS) - 지아 (스테이시 헤스)
- 달려라, 타이코 (EBS) - 홀리 (헤더 비어스)
- 우정의 스트라이크 (EBS) - 델리아 (미미 페일리)
- 우주소녀 제논 (EBS) - 주디 (홀리 풀거)

### 외화
- 꿈꾸는 소녀 에밀리 (EBS) - 로봐
- 네버엔딩 스토리 (EBS) - 말리 / 요니 / 아트레유 어머니
- 로저의 단짝친구들 (EBS) - 길버트
- 와신상담 (EBS) - 서시 (안이헌)
- 이브(EBS) - 캐서린
- 크리스마스 살인 (EBS) - 루이즈

## 기타
- 꼬마요리사 (2011) - 콜리
- 라디오 문학관 한국단편소설 50선 (EBS 라디오) (2004~2005) 사회
- 아빠랑 나랑 부비부비 빠빠 (2005) - 빠빠
- 바나나를 탄 끼끼 (2001~2006) - 꼴깍이, 퐁이, 애벌레, 노래
- Yasi 클럽 (Mnet) (2001) - 캐릭터 VJ 야시 외